# Frederik Christian Funck
Frederik Christian Funck (30. august 1783 – 2. december 1866) var en dansk cellist og komponist. Han var bror til Peter Ferdinand Funck og nevø til Claus og Peder Schall.
Fra 10-årsalderen blev han undervist af morbroderen Peder Schall, der selv var en anerkendt cellist. 14 år gammel spillede Funck et solostykke ved en koncert arrangeret af Weyse d. 20. januar 1798. Året efter blev han ansat i Det Kongelige Kapel. I 1815 var han på koncertturne i Rusland, Finland og Sverige. Efter sin hjemkomst gav han fra 1817 ofte koncerter i København. Kritikken roste hans virtuositet, smukke, klare tone og mesterlige spil. I en anmeldelse fra 1821 hedder det, at "han har hævdet sit Ry som en udmærket Solospiller baade her, i Sverige og i Rusland, og at selv Mesteren Bernhard Romberg anerkjendte ham som en saadan".
I 1822 fik han et kongeligt rejsestipendium, og i 2 år og optrådte han som solist i Berlin, Wien, München, Paris osv. I Wien udførte han ved sin koncert d. 12. januar 1823 en af sine få kompositioner: Variationer for Violoncel med Kvartetakkompagnement. I 1831 besøgte han Norge, og 1849 kunne han fejre sit 50 års jubilæum som medlem af Kapellet. Han fortsatte som medlem af orkestret til 1857. Da var han 74 år og havde været ansat i Det Kongelige Kapel i 58 år. Sidste gang han optrådte som solist, var ved en koncert i Musikforeningen i 1852.